# South Lima (Nueva York)
South Lima es un lugar designado por el censo ubicado en el condado de Livingston en el estado estadounidense de Nueva York. En el año 2010 tenía una población de 240 habitantes. South Lima tenía una oficina postal desde el 10 de enero de 1854 hasta el 17 de abril de 2010; todavía tiene su propio código postal, 14558.

## Geografía
South Lima se encuentra ubicado en las coordenadas 42°51′26.81″N 77°40′33.64″O / 42.8574472, -77.6760111.